# 第122回日劇學院賞
←第121回 - 第122回 - 第123回→
第122回日劇學院賞，針對2024年10月到12月在日本播出秋季檔連續劇所做出的投票與評比。本季獲最優秀作品賞為TBS電視台的《海中沉睡的鑽石》，此劇共獲五項大獎為本季最多。

## 得獎名單

### 最佳作品
| 得獎/名次 | 連續劇           |
| --------- | ---------------- |
|           | 海中沉睡的鑽石   |
| 2         | 獅子的藏身處     |
| 3         | 宇宙漂浮教室     |
| 4         | 全領域異常解決室 |
| 5         | 3000萬           |
| 6         | 致光之君         |

讀者票：1. 海中沉睡的鑽石；2. 獅子的藏身處；3. 宇宙漂浮教室；4. 致光之君；5. 放課後的病歷表
記者票：1. 海中沉睡的鑽石；2. 獅子的藏身處；3. 宇宙漂浮教室；4. 全領域異常解決室；5. 致光之君
評審票：1. 獅子的藏身處；2. 3000萬、宇宙漂浮教室、海中沉睡的鑽石；5. 全領域異常解決室

### 最佳男主角
| 得獎/名次 | 演員       | 連續劇           |
| --------- | ---------- | ---------------- |
|           | 神木隆之介 | 海中沉睡的鑽石   |
| 2         | 柳樂優彌   | 獅子的藏身處     |
| 3         | 藤原龍也   | 全領域異常解決室 |
| 4         | 窪田正孝   | 宇宙漂浮教室     |
| 5         | 松下洸平   | 放課後的病歷表   |

讀者票：1. 神木隆之介（海中沉睡的鑽石）；2. 柳樂優彌（獅子的藏身處）；3. 窪田正孝（宇宙漂浮教室）；4. 松下洸平（放課後的病歷表）；5. 藤原龍也（全領域異常解決室）
記者票：1. 神木隆之介（海中沉睡的鑽石）；2. 柳樂優彌（獅子的藏身處）；3. 藤原龍也（全領域異常解決室）；4. 窪田正孝（宇宙漂浮教室）；5. 松下洸平（放課後的病歷表）
評審票：1. 柳樂優彌（獅子的藏身處）；2. 神木隆之介（海中沉睡的鑽石）；3. 窪田正孝（宇宙漂浮教室）、藤原龍也（全領域異常解決室）；5. 松下洸平（放課後的病歷表）

### 最佳女主角
| 得獎/名次 | 演員       | 連續劇   |
| --------- | ---------- | -------- |
|           | 吉高由里子 | 致光之君 |
| 2         | 趣里       | Monster  |
| 3         | 菜菜緒     | 無能之鷹 |
| 4         | 松本若菜   | 我的寶物 |
| 5         | 安達祐實   | 3000萬   |

讀者票：1. 吉高由里子（致光之君）；2. 松本若菜（我的寶物）；3. 奈緒（好想把那個人渣狠揍一頓）；4. 趣里（Monster）；5. 安達祐實（3000萬）
記者票：1. 吉高由里子（致光之君）；2. 松本若菜（我的寶物）；3. 菜菜緒（無能的鷹小姐）；4. 趣里（Monster）；5. 奈緒（好想把那個人渣狠揍一頓）
評審票：1. 趣里（Monster）；2. 吉高由里子（致光之君）；3. 菜菜緒（無能的鷹小姐）；4. 松本穗香（解謊偵探少女）；5. 安達祐實（3000萬）

### 最佳男配角
| 得獎/名次 | 演員       | 連續劇         |
| --------- | ---------- | -------------- |
|           | 坂東龍汰   | 獅子的藏身處   |
| 2         | 小林虎之介 | 宇宙漂浮教室   |
| 3         | 田中圭     | 我的寶物       |
| 4         | 清水尋也   | 海中沉睡的鑽石 |
| 5         | 鹽野瑛久   | 致光之君       |

讀者票：1. 小林虎之介（宇宙漂浮教室）；2. 坂東龍汰（獅子的藏身處）；3. 清水尋也（海中沉睡的鑽石）；4. 柄本佑（致光之君）；5. 玉森裕太（好想把那個人渣狠揍一頓）
記者票：1. 坂東龍汰（獅子的藏身處）；2. 小林虎之介（宇宙漂浮教室）；3. 田中圭（我的寶物）；4. 清水尋也（海中沉睡的鑽石）；5. 柄本佑（致光之君）
評審票：1. 坂東龍汰（獅子的藏身處）；2. 鹽野瑛久（致光之君）、小林虎之介（宇宙漂浮教室）；4. 佐藤大空（獅子的藏身處）；5. 秋山龍次（致光之君）

### 最佳女配角
| 得獎/名次 | 演員       | 連續劇           |
| --------- | ---------- | ---------------- |
|           | 杉咲花     | 海中沉睡的鑽石   |
| 2         | 宮本信子   | 海中沉睡的鑽石   |
| 3         | 廣瀨愛麗絲 | 全領域異常解決室 |
| 4         | 伊東蒼     | 宇宙漂浮教室     |
| 5         | 土屋太鳳   | 海中沉睡的鑽石   |

讀者票：1. 杉咲花（海中沉睡的鑽石）；2. 伊東蒼（宇宙漂浮教室）；3. 黑木華（致光之君）；4. 土屋太鳳（海中沉睡的鑽石）；5. 尾野真千子（獅子的藏身處）
記者票：1. 杉咲花（海中沉睡的鑽石）；2. 土屋太鳳（海中沉睡的鑽石）；3. 廣瀨愛麗絲（全領域異常解決室）；4. 宮本信子（海中沉睡的鑽石）；5. 伊東蒼（宇宙漂浮教室）
評審票：1. 杉咲花（海中沉睡的鑽石）；2. 森田想（3000萬）、  伊東蒼（宇宙漂浮教室）；4. 宮本信子（海中沉睡的鑽石）；5. 廣瀨愛麗絲（全領域異常解決室）

### 最佳電視劇歌曲
| 得獎/名次 | 歌曲/演唱者                                     | 連續劇         |
| --------- | ----------------------------------------------- | -------------- |
|           | 《根部》King Gnu                                | 海中沉睡的鑽石 |
| 2         | 《風神》Vaundy                                  | 獅子的藏身處   |
| 3         | 《Break out of your bubble》Little Glee Monster | 宇宙漂浮教室   |
| 4         | 《明天》野田愛實                                | 我的寶物       |
| 5         | 《多麼的微小》wacci                             | 放課後的病歷表 |

讀者票：

1.《根部》King Gnu（海中沉睡的鑽石）

2.《Break out of your bubble》Little Glee Monster（宇宙漂浮教室）

3.《風神》Vaundy（獅子的藏身處）

4.《多麼的微小》wacci（放課後的病歷表）

5.《明天》野田愛實（我的寶物）
記者票：

1.《根部》King Gnu（海中沉睡的鑽石）

2.《風神》Vaundy（獅子的藏身處）

3.《明天》野田愛實（我的寶物）

4.《Break out of your bubble》Little Glee Monster（宇宙漂浮教室）

5.《送歌吧》竹內瑪麗亞（太棒了，老師）
評審票：

1.《根部》King Gnu（海中沉睡的鑽石）

2.《風神》Vaundy（獅子的藏身處）

3.《Break out of your bubble》Little Glee Monster（宇宙漂浮教室）

4.《FOREVER》Chanmina（Monster）

5.《Endless》TOMOO（全領域異常解決室）

### 最佳劇本
| 得獎/名次 | 編劇               | 連續劇           |
| --------- | ------------------ | ---------------- |
|           | 黑岩勉             | 全領域異常解決室 |
| 2         | 野木亞紀子         | 海中沉睡的鑽石   |
| 3         | 德尾浩司、一戶慶乃 | 獅子的藏身處     |

### 最佳導演
| 得獎/名次 | 導演                                   | 連續劇           |
| --------- | -------------------------------------- | ---------------- |
|           | 塚原亞由子、福田亮介、林啓史、府川亮介 | 海中沉睡的鑽石   |
| 2         | 坪井敏雄、青山貴洋、泉正英             | 獅子的藏身處     |
| 3         | 石川淳一、根本和政、松山博昭、都築淳一 | 全領域異常解決室 |

## 外部連結
- 第122回日劇學院賞